# Rogil
Rogil és una freguesia portuguesa del municipi d'Aljezur, amb 34,96 km² d'àrea i 1.126 habitants (al cens del 2011). La densitat de població n'és de 32,2 hab/km², i es classifica com una Àrea de Baixa Densitat (ordenança 1467-A/2001).
Rogil té dues platges:
- Platja de Vale dos Homens
- Platja da Carreagem

El litoral de freguesia forma part del Parc Natural del Sud-oest Alentejà i Costa Vicentina.

## Patrimoni
- Pol Museològic del Molí d'Arregata

## Població
Freguesia creada per la Llei núm. 51-D/93, de 09 de juliol, amb llocs desagregats de la freguesia d'Aljezur.